# Sigurd Melin (psalmförfattare)
Sigurd August Natanael Melin, född 4 oktober 1887 i Kristianopel, död 19 mars 1945 i Mariestad, officer i Frälsningsarmén 1909-1923, missionsbokhandlare i Mariestad, körledare och fanjunkare i FA-kåren i Mariestad, sångförfattare och tonsättare.

## Sånger
- Fjättrad vid en värld[2]